# Израель, Яков

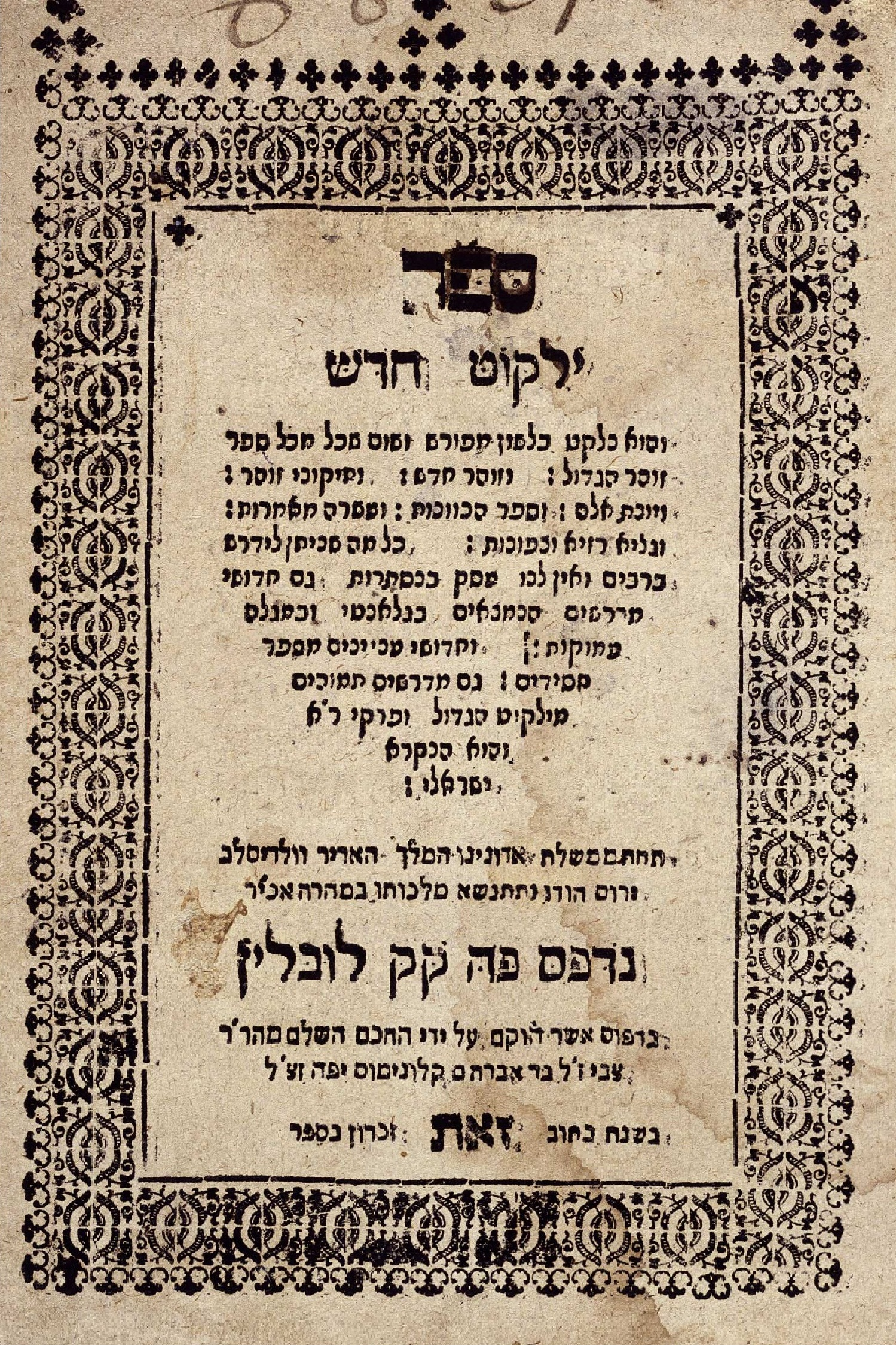
Издание 1648 года, Национальная библиотека Польши

Яков Израель (Jacob Israel), ныне именуемый Израель бен-Беньямин из Бельжице (англ. Israel ben Benjamin of Bełżec / Belzyce / Belzec; 1623—1678), — раввин и талмудист, автор анонимно изданного сборника «Ялкут Хадаш» («Yalkut Hadash», 1648), получившего европейскую известность.
Если авторы «Еврейской энциклопедии» (1906) считали раввина погибшим во время казацкого восстания 1648 года, то «Энциклопедия Иудаика» (2007) относит эту информацию к другому раввину — из Слуцка и родом из Темешвара, тёзке автора ялкута.
Сын некого Беньямина, Израель был раввином в Белжице (ок. 1648) и Люблине (ок. 1648—1650).
Капитальным трудом Израеля является «Ялкут Хадаш» («Yalkut Hadash» или «Jalkut Israel», «Yalkut Yisre’eli», Люблин, 1648; Прага, 1657; Амстердам, 1659, и Вильмерсдорф, 1673). Книга издана анонимно и представляет сборник мидрашей, изложенных в алфавитном порядке и заимствованных не только из древнейших сборников мидрашитской литературы, но и из каббалистических сочинений «Galya Raza», «Зоар», «Tikkune Zohar», «Jonat Elem» и т. д.